# Tetris-Effekt

Screenshot eines Tetris-Spiels

Der Tetris-Effekt, auch Tetris-Syndrom genannt, tritt auf, wenn Personen so viel Zeit in eine Aktivität stecken, dass diese anfängt, deren Denken, bildliche Vorstellung und Träume zu gestalten. Er ist nach dem Videospiel Tetris benannt.
Personen, die Tetris für lange Zeit spielen, denken zum Teil darüber nach, wie verschiedene Formen in der realen Welt zusammenpassen könnten, wie zum Beispiel Schachteln im Supermarktregal oder Gebäude in einer Straße. Personen träumen beim Einschlafen vielleicht auch von fallenden Tetrominos oder sehen solche in ihrem Augenwinkel oder wenn sie ihre Augen schließen. In diesem Sinne ist der Tetris-Effekt eine Form der Hypnagogie.

## Begriffsgeschichte
Der Begriff Tetris-Effekt wurde zum ersten Mal im Mai 1994 in der Computerzeitschrift Wired im Artikel „This is Your Brain on Tetris“ (dt. „Das ist dein Gehirn auf Tetris“) von Jeffrey Goldsmith erwähnt.